# Myrträsket (Lycksele socken, Lappland, 717317-164676)
Myrträsket är en sjö i Lycksele kommun i Lappland och ingår i Umeälvens huvudavrinningsområde. Sjön har en area på 0,0929 kvadratkilometer och ligger 245,9 meter över havet.

## Delavrinningsområde
Myrträsket ingår i det delavrinningsområde (717298-164593) som SMHI kallar för Inloppet i Ämåsjön. Medelhöjden är 267 meter över havet och ytan är 13,63 kvadratkilometer. Räknas de 3 avrinningsområdena uppströms in blir den ackumulerade arean 30,02 kvadratkilometer. Vattendraget som avvattnar avrinningsområdet har biflödesordning 4, vilket innebär att vattnet flödar genom totalt 4 vattendrag innan det når havet efter 154 kilometer. Avrinningsområdet består mestadels av skog (75 procent) och sankmarker (18 procent). Avrinningsområdet har 0,78 kvadratkilometer vattenytor vilket ger det en sjöprocent på 5,7 procent.